# Mesolygaeus
Mesolygaeus is een geslacht van wantsen uit de familie van de Saldidae (Oeverwantsen). Het geslacht werd voor het eerst wetenschappelijk beschreven door Ping in 1928.

## Soorten
Het genus bevat de volgende soorten:

- Mesolygaeus hebeiensis Zhang, 1986
- Mesolygaeus laiyangensis Ping, 1928
- Mesolygaeus naevius Hong, 1980
- Mesolygaeus rotundocephalus Ping, 1928